# 明石市

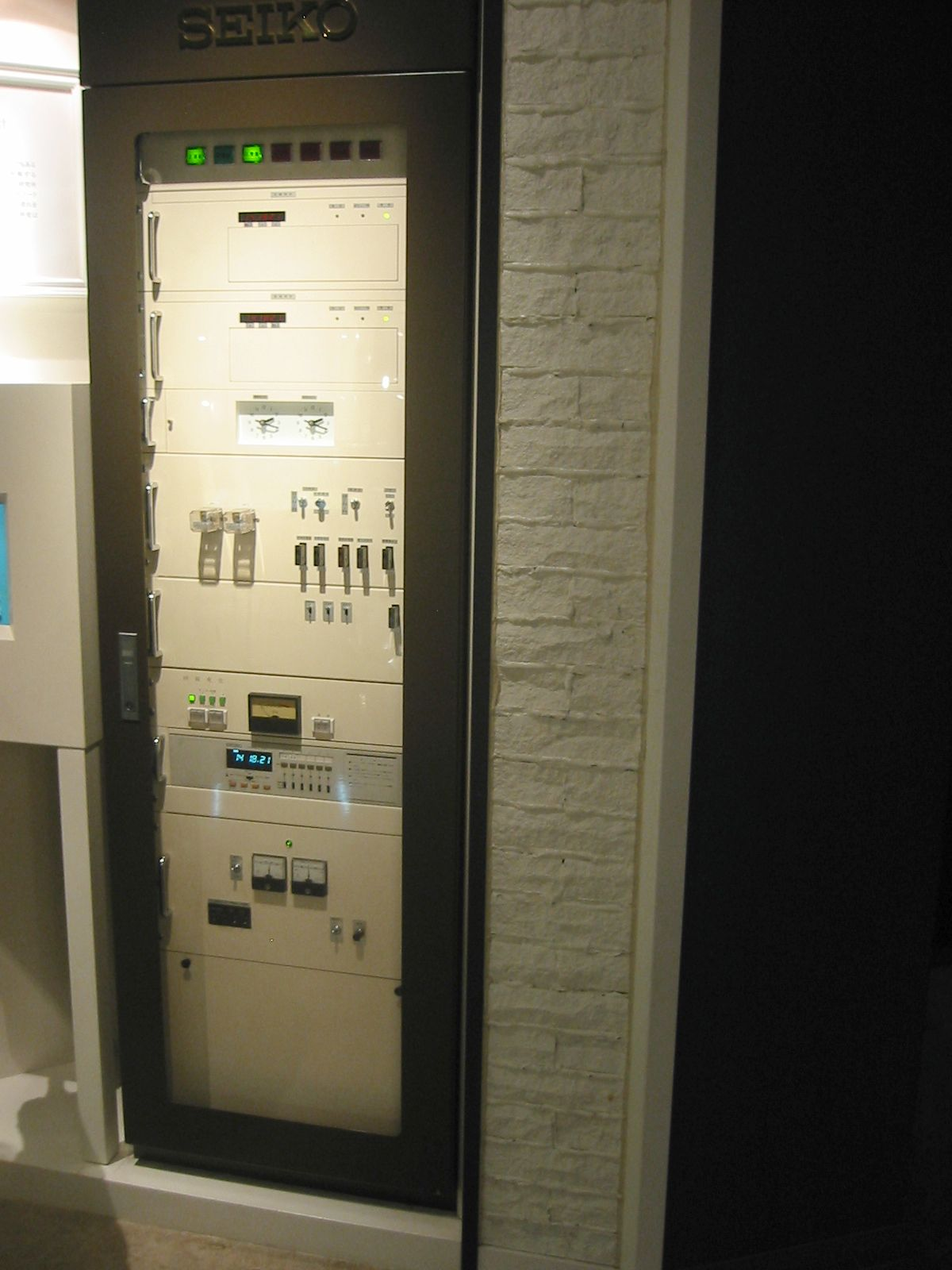
「日本標準時」を刻む親時計（明石市立天文科学館）現在の大時計は3代目

明石市中心部周辺の空中写真。1985年撮影の16枚を合成作成。。

明石市（あかしし）は、近畿地方の中部、兵庫県南部の明石海峡に面する市。兵庫県東播磨県民局に区分されており、中核市に指定されている。1919年（大正8年）市制施行。
本項では、市制施行前の名称である明石郡明石町（あかしちょう）についても述べる。

## 概要
日本標準時を決める東経135度線が通ることで知られる。日本標準時は明治初期は京都・伏見を基準地点としたが、1886年から国際的に地球の経度・360度を24分割する15度の倍数の子午線を基準とすることとなり、日本では東経135度が日本標準時子午線と定められたことで、線上に位置する明石が「子午線のまち」として定着した。子午線上の明石市立天文科学館には、日本標準時を刻む大時計が設置されている。
明石藩の城下町を中心に発展し、1919年に市制を施行した（兵庫県下4番目）。明石郡の中心都市でもあったが、1940年代に明石郡の町村の多くが神戸市に編入されたため、明石市域となっているのは旧明石郡の南西部に過ぎない。一方で1951年に加古郡二見町を編入している。
市域は瀬戸内海（大半は播磨灘だが朝霧川以東は大阪湾）に面して東西に長く、南は明石海峡を挟んで淡路島に対面する。明石海峡は古代から畿内と西国を結ぶ重要な海上交通路で、陸上交通路も山陽道（官道）の明石駅（駅家）や西国街道の大蔵谷宿が置かれていた。淡路島との間にも明石港 - 岩屋港間に明石フェリーが就航していたが、1998年に神戸市垂水区東舞子町と津名郡淡路町（現・淡路市）岩屋を結ぶ明石海峡大橋が開通し、2012年に廃止された。
神戸都市圏に含まれるが、JR西日本の西明石駅と明石駅は1970年の運行開始時から新快速停車駅であり、大阪駅までの所要時間も40分程度で済む。大都市へのアクセスの良さや子育て支援などの福祉施策の充実といった理由で、人口が増加している。

### 市役所・出先機関
- 市役所本庁 : 明石市中崎1丁目5－1
- 市民センター・サービスコーナー
  - 大久保市民センター :明石市大久保町大窪612-1
  - 魚住市民センター : 明石市魚住町西岡500-1
  - 二見市民センター : 明石市二見町東二見457-1
  - 明舞サービスコーナー : 明石市松が丘2丁目3番7号（松が丘ビル2階）
  - 西明石サービスコーナー : 明石市小久保2丁目7番地の20（PLiCO西明石1階）
  - 高丘サービスコーナー : 明石市大久保町高丘3丁目3（高丘コミセン中央集会所）
  - 江井島サービスコーナー : 明石市大久保町江井島794-8

### 隣接する自治体・行政区
市境の大半は神戸市で、わずかに残る西側を稲美町、加古川市、播磨町で分けている。神戸市への通勤率は29.6%である（平成22年国勢調査）。
- 神戸市（垂水区・西区）
- 加古川市
- 加古郡稲美町、播磨町
- （明石海峡を挟んで）淡路市

## 歴史
- 1889年（明治22年）4月1日 - 町村制の施行により、明石西本町・明石東本町・明石中町・明石西魚町・明石東魚町・明石材木町・明石樽屋町・明石細工町・明石相生町・明石鍛冶屋町・明石船町・明石戎町・明石新浜・明石西新町・当津村・王子村・大明石村・大蔵谷村の区域をもって明石郡明石町が発足。
- 1911年（明治44年）3月30日 - 現在の市章となる町章を制定する[3][4][5]。
- 1919年（大正8年）11月1日 - 明石郡明石町が市制施行して明石市となる[6][7]。
- 1929年（昭和4年）10月26日 - 市制10周年を記念して11月1日付で明石市歌を制定する告示を行う[8]。
- 1931年（昭和6年） - 明石郡大久保町西八木通称屏風が浦海岸で腰骨が発見され、人類学者長谷部言人博士により明石原人と名づけられる。
- 1942年（昭和17年）2月11日 - 明石郡林崎村を編入[9]。
- 1946年（昭和21年）10月21日 - 神戸刑務所が神戸市から明石市大久保町に移転[10]
- 1947年（昭和22年）6月13日 - 昭和天皇が明石市に行幸（昭和天皇の戦後巡幸の一環）。県立農事試験場を視察した[11]。
- 1949年（昭和24年）
  - 2月20日 - 市内錦江町から出火。市場250戸と家屋446戸が全半焼[12]。
  - 4月6日 - 市内に天皇、皇后が行幸啓（神戸市垂水区で行われた全国植樹祭後の視察）。大和製衡、明石公園、明石城本丸跡などを視察[13]。
- 1951年（昭和26年） 1月10日 - 明石郡大久保町・魚住村・加古郡二見町を編入し、現在の市域となる[14]。なおこれにより、明石郡が消滅。
- 1955年（昭和30年）1月 - 神戸市との合併の可否を問う住民投票を実施、反対多数で不成立となる（昭和の大合併）。
- 1968年（昭和43年）12月9日 - バレホ市と姉妹都市を締結[15]。
- 1975年(昭和50年) - 明石市内の公立高校の公立入試において総合選抜制度を実施。
- 1981年（昭和56年）8月29日 - 無錫市と友好都市を締結[16]。
- 1995年（平成7年）1月17日 - 阪神・淡路大震災（兵庫県南部地震）により明石市全域が被災、死者4名を出す[17]。
- 1998年（平成10年）10月25日 - 津名郡東浦町、淡路町、北淡町と「明石・北淡路海峡交流懇話会」を設立する[18]。
- 2001年（平成13年）7月21日 - 明石市民夏まつりの開催中に明石花火大会歩道橋事故が発生、死者11名・重軽傷者247名を出す[19]。
- 2001年（平成13年）12月30日 - 明石砂浜陥没事故が発生、4歳児が翌年死亡[20]。
- 2002年（平成14年）4月1日 - 特例市へ移行[21]。
- 2005年（平成17年）5月15日 - 養父市と交流協定を締結[22]。
- 2008年（平成20年） - 総合選抜制度を廃止。
- 2018年（平成30年）4月1日 - 中核市へ移行[23]。
- 2021年（令和3年）4月1日 - 人口30万人突破[24]。

## 行政

### 市長
- 市長：丸谷聡子（2023年5月1日就任）

| 代           | 氏名         | 就任日                     | 退任日                     | 備考                                                     |
| 官選明石市長 | 官選明石市長 | 官選明石市長               | 官選明石市長               | 官選明石市長                                             |
| ------------ | ------------ | -------------------------- | -------------------------- | -------------------------------------------------------- |
| 1            | 三輪信一郎   | 1919年（大正8年）11月1日   | 1920年（大正9年）12月13日  |                                                          |
| 2            | 相川茂郷     | 1921年（大正10年）10月12日 | 1922年（大正11年）7月13日  |                                                          |
| 3            | 山脇一次     | 1922年（大正11年）7月15日  | 1924年（大正13年）10月8日  |                                                          |
| 4            | 磯野鶴太郎   | 1925年（大正14年）7月22日  | 1937年（昭和12年）6月7日   |                                                          |
| 5            | 青木雷三郎   | 1937年（昭和12年）6月8日   | 1946年（昭和21年）11月13日 |                                                          |
| 公選明石市長 |              |                            |                            |                                                          |
| 6            | 辻猛         | 1947年（昭和22年）4月6日   | 1951年（昭和26年）4月4日   |                                                          |
| 7            | 田口政五郎   | 1951年（昭和26年）4月25日  | 1955年（昭和30年）2月3日   | 市政混乱の責任を取り辞職                                 |
| 8            | 丸尾儀兵衛   | 1955年（昭和30年）3月13日  | 1967年（昭和42年）4月29日  | 3期勤めたが4期目を目指し現職で臨んだ市長選挙で落選       |
| 9            | 吉川政雄     | 1967年（昭和42年）4月30日  | 1971年（昭和46年）4月5日   | 現職を退けて当選するも、任期中に過去の選挙違反で有罪判決 |
| 10           | 衣笠哲       | 1971年（昭和46年）4月27日  | 1983年（昭和58年）6月11日  |                                                          |
| 11           | 小川剛       | 1983年（昭和58年）7月24日  | 1991年（平成3年）7月23日   |                                                          |
| 12           | 岡田進裕     | 1991年（平成3年）7月24日   | 2003年（平成15年）4月30日  | 明石花火大会歩道橋事故、明石砂浜陥没事故の引責辞職       |
| 13           | 北口寛人     | 2003年（平成15年）5月1日   | 2011年（平成23年）4月30日  |                                                          |
| 14           | 泉房穂       | 2011年（平成23年）5月1日   | 2019年（平成31年）2月2日   | 職員に対する暴言問題により引責辞職                       |
| 14           | 泉房穂       | 2019年（平成31年）3月17日  | 2023年（令和5年）4月30日   | 出直し選挙で3選、2019年統一地方選で4選                   |
| 14           | 丸谷聡子     | 2023年（令和5年）5月1日    | 現職                       |                                                          |

### 不祥事
- 2017年6月14日夕方、泉市長が道路拡幅に伴う用地買収が進まないため担当幹部を市長室に呼び出し「立ち退きさせてこい。今日、火をつけて捕まってこい。燃やしてまえ」などと暴言を吐いていたことが2019年1月28日に判明した。泉市長は事実関係を認め「市長としてあるまじき行為で深く反省している」と述べ、同日この幹部に謝罪した[26]。
- 2018年6月、明石市役所は自庁の部長級職員が部下に対して常軌を逸した暴力行為（パワーハラスメント、セクシャルハラスメントを含む）を行っていたと発表した。当該職員は依願退職したが、刑事告訴はされていない[27]。
- 2018年8月、市内在住の両親が、当時生後2ヵ月の男児について、児童相談所から虐待を疑われて一時保護される事案があった。児童相談所は、この男児を乳児院に長期入所させるよう神戸家庭裁判所明石支部に申し立てたが、2019年8月に同支部は「虐待とは言えない」として申し立てを退け、さらに同年11月に大阪高等裁判所も児童相談所の抗告を棄却した。これを受けて男児は両親の元に戻されたが、両親は約1年3ヵ月間に亘り男児と離れて暮らすことを強いられる形となった。泉房穂市長は2020年9月に両親に会って謝罪し、第三者委員会を設置し問題点を検証するとしている[28]。
- 2019年2月1日、泉市長が「引き留める声もあるんですが、自分の発言に責任を取りたい」として辞意を表明し[29]、市議会議長宛に辞表を提出。翌2日の市議会臨時会で全会一致で辞職に同意した[30]。泉は同年3月17日に行われた出直し選挙で、3回目の当選を果たした[31]。

### その他
- 市の日：11月1日（1919年11月1日）

- 郵便局
  - 明石郵便局：673-00xx、673-08xx、673-85xx、673-86xx、673-87xx、651-21xx
  - 明石西郵便局：674-00xx、674-85xx、674-86xx、674-87xx、651-24xx
- 警察関連
  - 明石警察署
  - 兵庫県自動車運転免許試験場・免許更新センター
- 消防
  - 明石市消防局
- 保健所
  - あかし保健所
  - あかし動物センター
- 図書館
  - 兵庫県立図書館（明石公園内）
  - あかし市民図書館（旧・明石市立図書館。パピオスあかし内）
  - 明石市立西部図書館

- 国の機関
  - 財務省国税庁
    - 大阪国税局明石税務署

  - 国土交通省
    - 近畿地方整備局姫路工事事務所東播海岸出張所

  - 法務省
    - 神戸地方検察庁明石支部
      - 明石区検察庁

    - 神戸地方法務局明石支局
    - 神戸刑務所

## 議会

### 兵庫県議会
2023年兵庫県議会議員選挙
- 選挙区：明石市選挙区
- 定数：4人
- 投票日：2023年4月9日
- 当日有権者数：249,590人
- 投票率：41.16％

| 候補者名 | 当落 | 年齢 | 党派名       | 新旧別 | 得票数   | 備考                 |
| -------- | ---- | ---- | ------------ | ------ | -------- | -------------------- |
| 橋本慧悟 | 当   | 34   | 無所属       | 新     | 32,060票 | 2024年10月15日に辞職 |
| 北口寛人 | 当   | 57   | 自由民主党   | 現     | 16,195票 |                      |
| 岸口実   | 当   | 58   | 日本維新の会 | 現     | 15,922票 |                      |
| 伊藤勝正 | 当   | 56   | 公明党       | 現     | 15,863票 |                      |
| 松本隆弘 | 落   | 60   | 自由民主党   | 現     | 11,390票 |                      |
| 伊藤和貴 | 落   | 70   | 日本共産党   | 新     | 5,247票  |                      |
| 森勝子   | 落   | 58   | 無所属       | 新     | 5,018票  |                      |

2019年兵庫県議会議員選挙
- 選挙区：明石市選挙区
- 定数：4人
- 投票日：2019年4月7日
- 当日有権者数：247,054人
- 投票率：34.79％

| 候補者名   | 当落 | 年齢 | 党派名       | 新旧別 | 得票数   |
| ---------- | ---- | ---- | ------------ | ------ | -------- |
| 北口寛人   | 当   | 53   | 無所属       | 現     | 18,535票 |
| 松本隆弘   | 当   | 56   | 自由民主党   | 現     | 16,381票 |
| 伊藤勝正   | 当   | 52   | 公明党       | 現     | 14,467票 |
| 岸口実     | 当   | 54   | 日本維新の会 | 元     | 13,511票 |
| 中西礼皇   | 落   | 39   | 立憲民主党   | 新     | 10,844票 |
| 福原由加利 | 落   | 31   | 日本共産党   | 新     | 7,863票  |
| 横山伸吾   | 落   | 33   | 無所属       | 新     | 3,258票  |

2015年兵庫県議会議員選挙
- 選挙区：明石市選挙区
- 定数：4人
- 投票日：2015年4月12日
- 当日有権者数：236,277人[32]
- 投票率：41.61％

| 候補者名   | 当落 | 年齢 | 党派名     | 新旧別 | 得票数   |
| ---------- | ---- | ---- | ---------- | ------ | -------- |
| 北口寛人   | 当   | 49   | 無所属     | 元     | 22,173票 |
| 伊藤勝正   | 当   | 48   | 公明党     | 現     | 15,635票 |
| 松本隆弘   | 当   | 52   | 自由民主党 | 現     | 15,561票 |
| 樽谷彰人   | 当   | 40   | 維新の党   | 新     | 13,190票 |
| 新町美千代 | 落   | 68   | 日本共産党 | 元     | 12,102票 |
| 岸口実     | 落   | 50   | 民主党     | 現     | 9,453票  |
| 荒金美保   | 落   | 55   | 無所属     | 新     | 9,063票  |

### 衆議院
- 選挙区：兵庫9区（明石市、洲本市、南あわじ市、淡路市）
- 任期：2024年10月27日 - 2028年10月26日
- 投票日：2024年10月27日
- 当日有権者数：360,121人
- 投票率：55.45％

| 当落 | 候補者名   | 年齢 | 所属党派     | 新旧別 | 得票数   | 重複 |
| ---- | ---------- | ---- | ------------ | ------ | -------- | ---- |
| 当   | 西村康稔   | 62   | 無所属       | 前     | 88,676票 |      |
| 比当 | 橋本慧悟   | 35   | 立憲民主党   | 新     | 70,738票 | ○    |
|      | 加古貴一郎 | 61   | 日本維新の会 | 新     | 25,515票 | ○    |
|      | 高田良信   | 78   | 日本共産党   | 新     | 9,653票  |      |

## 人口
近年は人口減少傾向にあったが、2013年から連続で増加に転じている。令和2年国勢調査の速報値で303,838人となっている。
| |                                        |  |
| 明石市と全国の年齢別人口分布（2005年） | 明石市の年齢・男女別人口分布（2005年） |  |
| ■紫色 ― 明石市 ■緑色 ― 日本全国 | ■青色 ― 男性 ■赤色 ― 女性              |  |
| 明石市（に相当する地域）の人口の推移 \| 1970年（昭和45年） \| 206,532人 \| \| \| 1975年（昭和50年） \| 234,905人 \| \| \| 1980年（昭和55年） \| 254,869人 \| \| \| 1985年（昭和60年） \| 263,363人 \| \| \| 1990年（平成2年） \| 270,722人 \| \| \| 1995年（平成7年） \| 287,606人 \| \| \| 2000年（平成12年） \| 293,117人 \| \| \| 2005年（平成17年） \| 291,027人 \| \| \| 2010年（平成22年） \| 290,959人 \| \| \| 2015年（平成27年） \| 293,409人 \| \| \| 2020年（令和2年） \| 303,601人 \| \| |                                        |  |
| 総務省統計局 国勢調査より |                                        |  |
| 1970年（昭和45年） | 206,532人                              |  |
| 1975年（昭和50年） | 234,905人                              |  |
| 1980年（昭和55年） | 254,869人                              |  |
| 1985年（昭和60年） | 263,363人                              |  |
| 1990年（平成2年） | 270,722人                              |  |
| 1995年（平成7年） | 287,606人                              |  |
| 2000年（平成12年） | 293,117人                              |  |
| 2005年（平成17年） | 291,027人                              |  |
| 2010年（平成22年） | 290,959人                              |  |
| 2015年（平成27年） | 293,409人                              |  |
| 2020年（令和2年） | 303,601人                              |  |

## 気候
- 1年を通じて温暖である。[33]

| 明石の気候               | 明石の気候   | 明石の気候   | 明石の気候   | 明石の気候   | 明石の気候    | 明石の気候    | 明石の気候    | 明石の気候   | 明石の気候    | 明石の気候   | 明石の気候   | 明石の気候   | 明石の気候       |
| 月                       | 1月          | 2月          | 3月          | 4月          | 5月           | 6月           | 7月           | 8月          | 9月           | 10月         | 11月         | 12月         | 年               |
| ------------------------ | ------------ | ------------ | ------------ | ------------ | ------------- | ------------- | ------------- | ------------ | ------------- | ------------ | ------------ | ------------ | ---------------- |
| 最高気温記録 °C （°F）   | 16.5 (61.7)  | 18.1 (64.6)  | 22.1 (71.8)  | 27.4 (81.3)  | 29.4 (84.9)   | 33.4 (92.1)   | 36.3 (97.3)   | 37.2 (99)    | 35.1 (95.2)   | 30.7 (87.3)  | 25.2 (77.4)  | 22.4 (72.3)  | 37.2 (99)        |
| 平均最高気温 °C （°F）   | 9.1 (48.4)   | 9.5 (49.1)   | 12.5 (54.5)  | 17.4 (63.3)  | 22.2 (72)     | 25.6 (78.1)   | 29.4 (84.9)   | 31.5 (88.7)  | 28.3 (82.9)   | 23.0 (73.4)  | 17.2 (63)    | 11.7 (53.1)  | 19.8 (67.6)      |
| 日平均気温 °C （°F）     | 5.2 (41.4)   | 5.6 (42.1)   | 8.5 (47.3)   | 13.3 (55.9)  | 18.2 (64.8)   | 22.0 (71.6)   | 25.9 (78.6)   | 27.7 (81.9)  | 24.3 (75.7)   | 18.7 (65.7)  | 12.9 (55.2)  | 7.7 (45.9)   | 15.9 (60.6)      |
| 平均最低気温 °C （°F）   | 1.5 (34.7)   | 1.7 (35.1)   | 4.4 (39.9)   | 9.3 (48.7)   | 14.6 (58.3)   | 19.0 (66.2)   | 23.4 (74.1)   | 24.9 (76.8)  | 20.8 (69.4)   | 14.6 (58.3)  | 8.7 (47.7)   | 3.7 (38.7)   | 12.2 (54)        |
| 最低気温記録 °C （°F）   | −4.3 (24.3)  | −4.2 (24.4)  | −1.7 (28.9)  | 0.4 (32.7)   | 6.5 (43.7)    | 12.7 (54.9)   | 17.7 (63.9)   | 18.8 (65.8)  | 11.3 (52.3)   | 5.8 (42.4)   | 1.5 (34.7)   | −2.2 (28)    | −4.3 (24.3)      |
| 降水量 mm （inch）       | 35.1 (1.382) | 50.7 (1.996) | 83.6 (3.291) | 89.5 (3.524) | 115.4 (4.543) | 150.5 (5.925) | 152.3 (5.996) | 86.2 (3.394) | 162.6 (6.402) | 118.1 (4.65) | 59.2 (2.331) | 48.7 (1.917) | 1,156.6 (45.535) |
| 平均降水日数 （≥1.0 mm） | 5.0          | 6.5          | 8.8          | 9.0          | 9.0           | 10.7          | 9.7           | 5.9          | 9.2           | 7.6          | 5.9          | 5.8          | 93.1             |
| 平均月間日照時間         | 168.0        | 153.9        | 186.3        | 196.9        | 205.1         | 154.2         | 186.0         | 239.7        | 169.3         | 176.5        | 161.8        | 165.4        | 2,160.3          |
| 出典：気象庁             |              |              |              |              |               |               |               |              |               |              |              |              |                  |

## 地域

明石市の中心部あたり（山陽電鉄山陽明石駅、明石天文台より俯瞰）

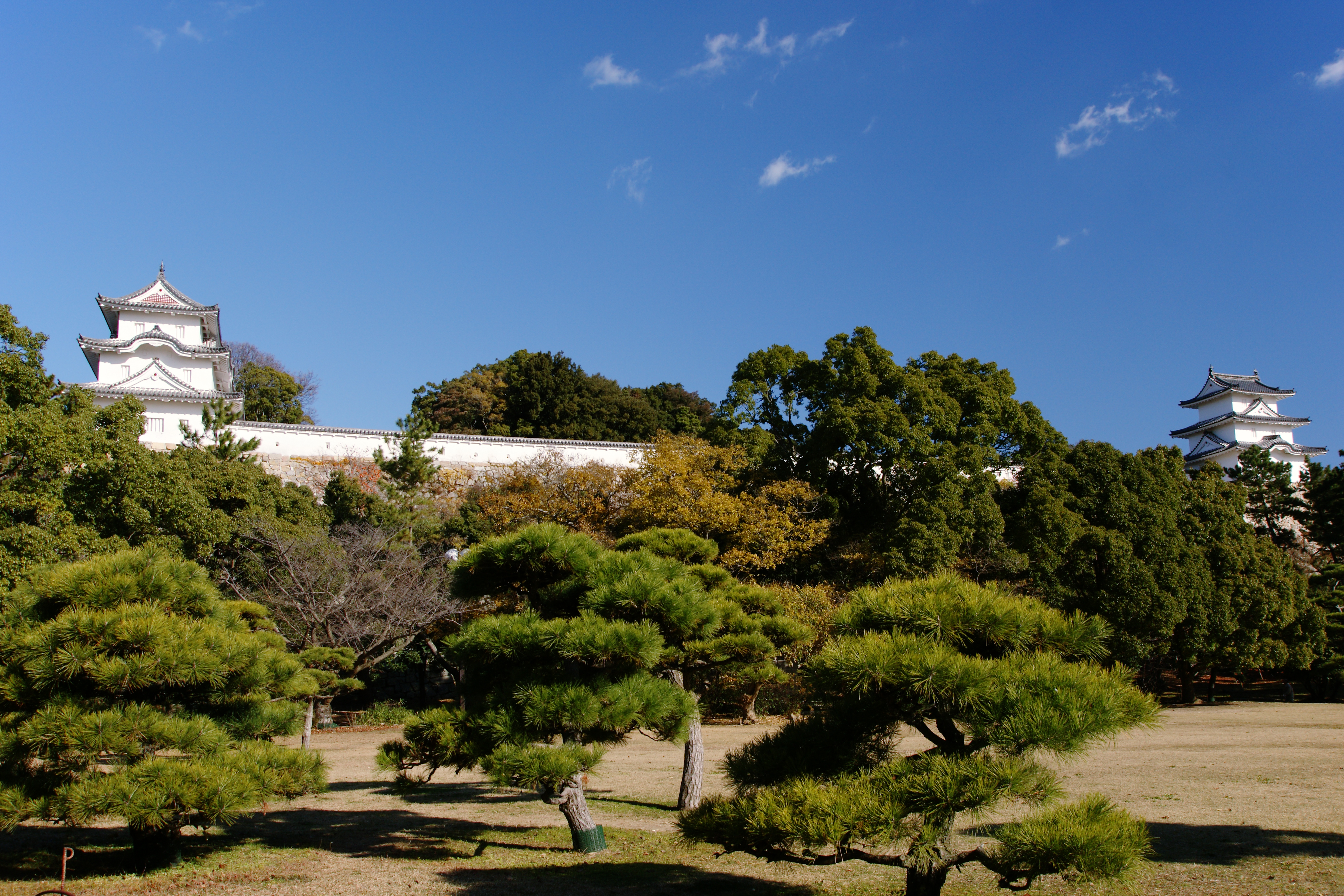
明石城跡（明石公園）

### 住宅団地
- 都市再生機構明石舞子団地（通称「明舞団地」。神戸市垂水区と跨っていてA街区とB街区が本市に所在する。）
- 都市再生機構大久保東第2団地
- 都市再生機構大久保東第3団地
- 都市再生機構サンラフレ明石（明石団地を建て替えた住宅団地）
- 兵庫県住宅供給公社松が丘住宅
- 兵庫県住宅供給公社アメニティーコート西明石
- 県営明石松が丘住宅
- 県営明石大久保住宅
- 県営明石守池住宅
- 県営明石魚住住宅
- 県営明石清水住宅
- 県営明石東二見住宅
- 県営明石西二見住宅
- 県営明石江井島住宅
- 県営西明石住宅
- 県営貴崎住宅
- 県営林崎住宅
- 県営南王子住宅
- 大久保東第1住宅
- 大久保東第4住宅
- 大久保東第5住宅

かつて存在した住宅団地
- 都市基盤整備公団明石団地（建て替えられ「サンラフレ明石」となった）

## 町丁・大字

### 本庁地区

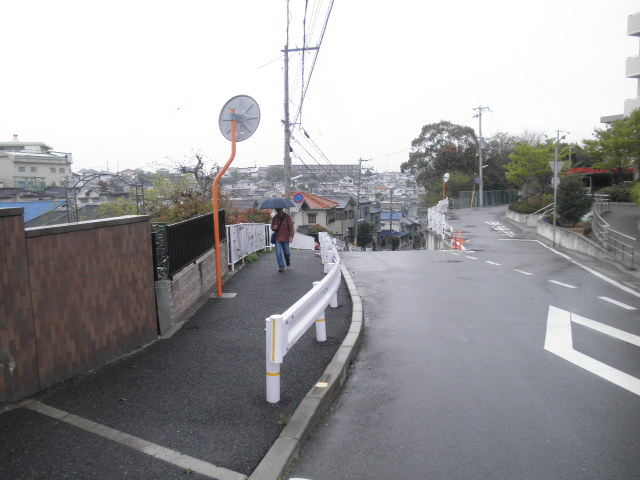
本庁地区にある住宅地
北朝霧丘2丁目で撮影

旧・明石町と林崎村の区域である
| 郵便番号 | 大字名                                                                                 |
| -------- | -------------------------------------------------------------------------------------- |
| 673-0001 | 明南町                                                                                 |
| 673-0002 | 旭が丘                                                                                 |
| 673-0003 | 鳥羽                                                                                   |
| 673-0004 | 鳥羽弁財天                                                                             |
| 673-0005 | 小久保                                                                                 |
| 673-0006 | 二本松                                                                                 |
| 673-0007 | 鳥羽西鳥羽                                                                             |
| 673-0008 | 沢野                                                                                   |
| 673-0009 | 西明石東町                                                                             |
| 673-0011 | 西明石町                                                                               |
| 673-0012 | 和坂                                                                                   |
| 673-0013 | 和坂稲荷町                                                                             |
| 673-0014 | 川崎町                                                                                 |
| 673-0015 | 花園町                                                                                 |
| 673-0016 | 松の内                                                                                 |
| 673-0017 | 野々上                                                                                 |
| 673-0018 | 西明石北町                                                                             |
| 673-0021 | 北王子町                                                                               |
| 673-0022 | 王子                                                                                   |
| 673-0023 | 西新町                                                                                 |
| 673-0024 | 南王子町                                                                               |
| 673-0025 | 田町                                                                                   |
| 673-0026 | 船上町                                                                                 |
| 673-0027 | 新明町                                                                                 |
| 673-0028 | 硯町                                                                                   |
| 673-0029 | 大道町                                                                                 |
| 673-0031 | 宮の上                                                                                 |
| 673-0032 | 立石                                                                                   |
| 673-0033 | 林崎町                                                                                 |
| 673-0034 | 林                                                                                     |
| 673-0035 | 南貴崎町                                                                               |
| 673-0036 | 松江                                                                                   |
| 673-0037 | 貴崎                                                                                   |
| 673-0038 | 別所町                                                                                 |
| 673-0041 | 西明石南町                                                                             |
| 673-0042 | 東藤江                                                                                 |
| 673-0044 | 藤江 （小字川添は673-0043 小字若林は673-0045 小字中谷町は673-0047 中谷山のみ673-0048） |
| 673-0046 | 藤が丘                                                                                 |
| 673-0049 | 西明石西町                                                                             |
| 673-0841 | 天王町                                                                                 |
| 673-0842 | 荷山町                                                                                 |
| 673-0843 | 太寺大野町                                                                             |
| 673-0844 | 東野町                                                                                 |
| 673-0845 | 太寺                                                                                   |
| 673-0846 | 上ノ丸                                                                                 |
| 673-0847 | 明石公園                                                                               |
| 673-0848 | 鷹匠町                                                                                 |
| 673-0849 | 茶園場町                                                                               |
| 673-0851 | 朝霧北町                                                                               |
| 673-0852 | 朝霧台                                                                                 |
| 673-0853 | 朝霧山手町                                                                             |
| 673-0854 | 東朝霧丘                                                                               |
| 673-0855 | 中朝霧丘                                                                               |
| 673-0856 | 西朝霧丘                                                                               |
| 673-0857 | 北朝霧丘                                                                               |
| 673-0860 | 朝霧東町                                                                               |
| 673-0861 | 松が丘北町                                                                             |
| 673-0862 | 松が丘                                                                                 |
| 673-0866 | 朝霧町                                                                                 |
| 673-0867 | 大蔵谷奥                                                                               |
| 673-0868 | 東山町                                                                                 |
| 673-0870 | 朝霧南町                                                                               |
| 673-0871 | 大蔵八幡町                                                                             |
| 673-0872 | 大蔵町                                                                                 |
| 673-0873 | 大蔵中町                                                                               |
| 673-0874 | 大蔵本町                                                                               |
| 673-0875 | 大蔵天神町                                                                             |
| 673-0876 | 東人丸町                                                                               |
| 673-0877 | 人丸町                                                                                 |
| 673-0878 | 山下町                                                                                 |
| 673-0879 | 大蔵海岸通                                                                             |
| 673-0881 | 天文町                                                                                 |
| 673-0882 | 相生町                                                                                 |
| 673-0883 | 中崎                                                                                   |
| 673-0884 | 鍛治屋町                                                                               |
| 673-0885 | 桜町                                                                                   |
| 673-0886 | 東仲ノ町                                                                               |
| 673-0891 | 大明石町                                                                               |
| 673-0892 | 本町                                                                                   |
| 673-0893 | 材木町                                                                                 |
| 673-0894 | 港町                                                                                   |
| 673-0895 | 岬町                                                                                   |
| 673-0896 | 日富美町                                                                               |
| 673-0897 | 大観町                                                                                 |
| 673-0898 | 樽屋町                                                                                 |

### 大久保地区
明石市に編入される前の旧・大久保町の範囲である。

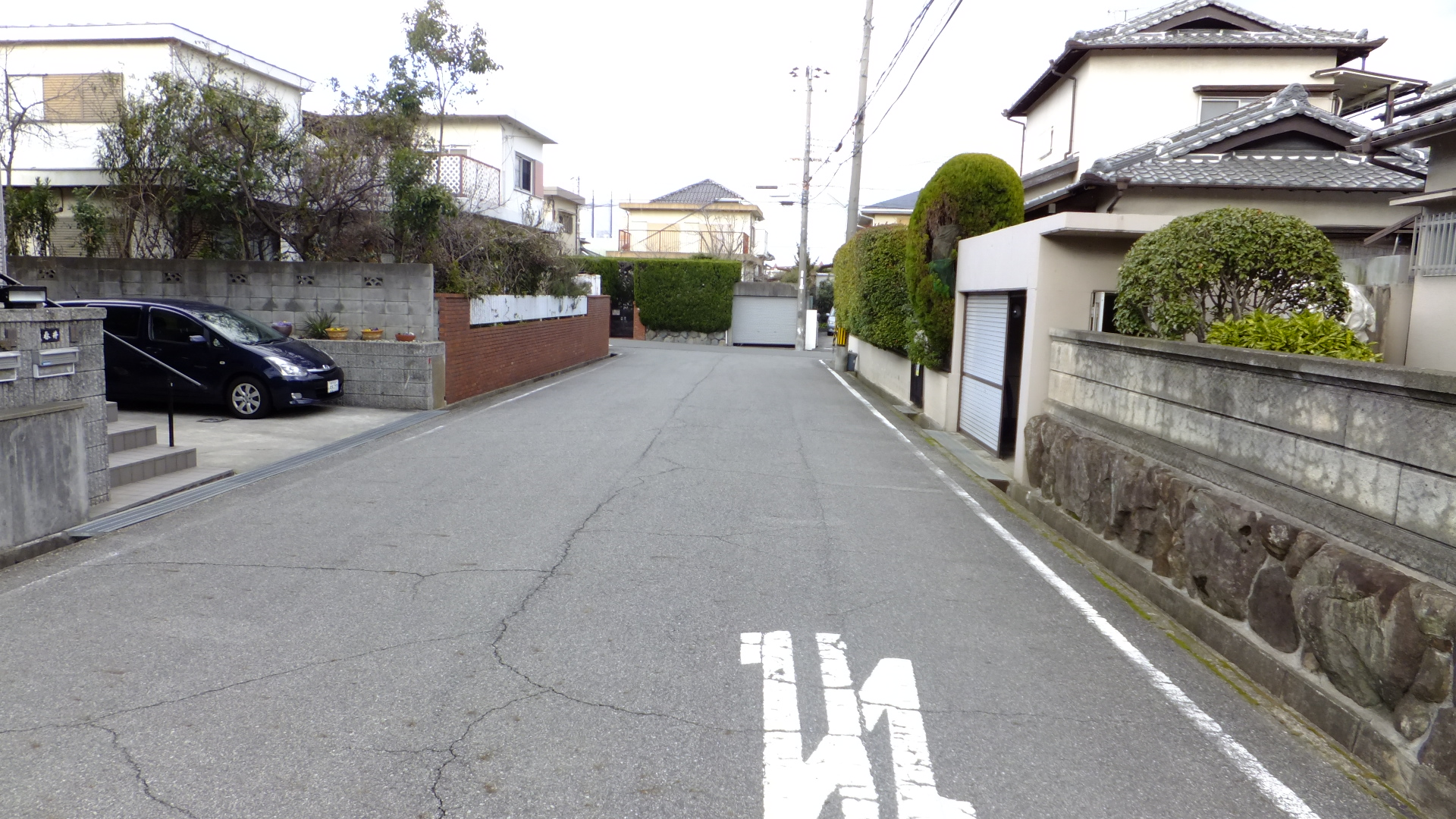
大久保地区にある住宅地
大久保町高丘6丁目で撮影

| 郵便番号 | 大字名             |
| -------- | ------------------ |
| 674-0050 | 大久保町松陰山手   |
| 674-0051 | 大久保町大窪       |
| 674-0052 | 大久保町松陰新田   |
| 674-0053 | 大久保町松陰       |
| 674-0054 | 大久保町西脇       |
| 674-0055 | 大久保町緑が丘     |
| 674-0056 | 大久保町山手台     |
| 674-0057 | 大久保町高丘       |
| 674-0058 | 大久保町駅前       |
| 674-0059 | 大久保町茜         |
| 674-0061 | 大久保町森田       |
| 674-0062 | 大久保町谷八木     |
| 674-0063 | 大久保町八木       |
| 674-0064 | 大久保町江井島     |
| 674-0065 | 大久保町西島       |
| 674-0066 | 大久保町福田       |
| 674-0067 | 大久保町大久保町   |
| 674-0068 | 大久保町ゆりのき通 |
| 674-0069 | 大久保町わかば     |

### 魚住地区
明石市に編入される前の旧・魚住村の範囲である。

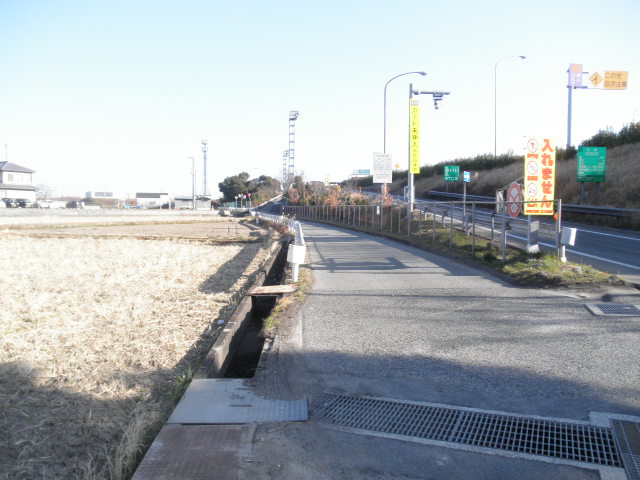
魚住地区の街並み
魚住町清水で撮影

| 郵便番号 | 大字名       |
| -------- | ------------ |
| 674-0071 | 魚住町金ケ崎 |
| 674-0072 | 魚住町長坂寺 |
| 674-0073 | 魚住町鴨池   |
| 674-0074 | 魚住町清水   |
| 674-0081 | 魚住町錦が丘 |
| 674-0082 | 魚住町中尾   |
| 674-0083 | 魚住町住吉   |
| 674-0084 | 魚住町西岡   |

### 二見地区
- 明石市の西側に位置し、当市に編入される前の旧・加古郡二見町の範囲である。播磨灘沿岸の農業地帯・漁業地帯であったが、現在は神戸・大阪のベッドタウンであり、住宅地となっている[34]。

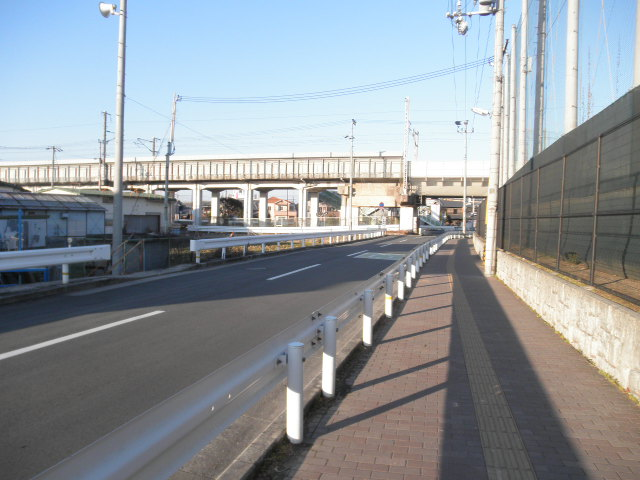
二見地区の街並み
二見町西二見で撮影

| 郵便番号 | 大字名           |
| -------- | ---------------- |
| 674-0091 | 二見町福里       |
| 674-0092 | 二見町東二見     |
| 674-0093 | 二見町南二見     |
| 674-0094 | 二見町西二見     |
| 674-0095 | 二見町西二見駅前 |

## 姉妹都市、友好都市・交流都市

### 姉妹都市
- バレホ市（アメリカ合衆国カリフォルニア州）

1968年12月9日に姉妹都市連携を締結する。

### 友好都市
- 無錫市（中華人民共和国）

1981年8月29日に友好都市を連携する。

### 交流都市
- 兵庫県養父市[22]。

「うみのまち　明石」、「やまのまち　養父」として交流協定を結び、毎年、両市で市民交流が行われており、2005年5月15日に交流協定を締結した。
- 兵庫県淡路市[18]

津名郡東浦町、淡路町、北淡町と「明石・北淡路海峡交流懇話会」を1998年10月21日に設立し、2005年4月1日に津名郡が五色町を除く全域が合併し、淡路市になったことから「明石市、淡路市海峡交流懇話会」に改称する。

## 市旗・市章

### 市旗
- 市旗は制定されていないが、地色は白色で、紋章が赤色に指定されている[35]。

### 市章

明石市章

- 「明石」の名称に相応しい紋章を制定する為に吏員によって1911年3月30日に「明」の字を図案化したものを町章として制定していた紋章を[36]市制施行後の1921年10月18日に市章とした[3][4][5][37]。

## 司法
裁判所
- 神戸地方裁判所明石支部
- 神戸家庭裁判所明石支部
- 明石簡易裁判所

## 同市に事業所を置く主要企業
大規模な埋立地は市西端の東播磨港二見地区（二見臨海工業団地）だけであるが、内陸部にも大規模な工場が立地しており、2016年の製造品出荷額等は兵庫県下で4位、1事業所当たりでは兵庫県下1位となっている。
- 明石化成工業 本社（天文町）
- きしろ 本社（天文町）
- 横山製薬 本社（相生町）
- 日新信用金庫 本店（本町）
- 宗田造船（港町）
- 大和製衡 本社工場（茶園場町）
- 川崎重工業 明石工場（川崎町）
- カワサキモータース 本社・本社工場（川崎町）
- カワサキモータースジャパン 本社（川崎町）
- 阪神内燃機工業 明石工場（貴崎）
- コベルコ建機（旧・神戸製鋼所） 大久保事業所（大久保町八木）
- 日工 本社工場（大久保町江井島）、産機工場（硯町）
- 富士通 明石工場（旧・神戸工業）（大久保町西脇）
- コカ・コーラボトラーズジャパン（旧近畿コカ・コーラボトリング） 明石工場（大久保町西脇）
- ノーリツ 明石本社工場（二見町南二見）、明石工場（魚住町中尾）
- キャタピラージャパン 明石事業所（魚住町清水）
- 三菱マテリアル 明石製作所（魚住町金ヶ崎）
- ライオン 明石工場（魚住町西岡）
- 内外ゴム 本社工場（魚住町西岡）
- 三菱重工業 神戸造船所二見工場（二見町南二見）
- ジャパンエンジンコーポレーション（旧・神戸発動機） 本社・工場（二見町南二見）
- アサヒ飲料 明石工場（二見町南二見）
- トーカロ 明石工場（二見町南二見）
- ピー・アンド・ジー 明石工場（二見町南二見）
- 丸尾カルシウム 本社工場（魚住町西岡）、土山工場（二見町西二見）
- 日精ホンママシナリー 本社工場（二見町西二見）
- 東洋機械金属 本社・工場（二見町福里）

### 明石の酒造り
播磨南東部では、良質な米と水に恵まれ江戸時代初期から酒造りが行われている。明石は、神戸の「灘」に対し、「西灘」と呼ばれ、300年以上の歴史がある酒どころで、2019年現在、明石市内に酒造業を営む蔵元が6事業所存在する。
- 明石酒類醸造株式会社
- 茨木酒造合名会社
- 江井ヶ嶋酒造株式会社
- 大和酒造株式会社
- 西海酒造株式会社
- 太陽酒造株式会社

### 金融
明石市の指定金融機関は、三井住友銀行（旧・太陽神戸銀行→さくら銀行、西暦の偶数年7月~翌年6月）・三菱UFJ銀行（旧・三和銀行→UFJ銀行、西暦の奇数年7月~翌年6月）2行による輪番制を長く続けてきたが、2019年7月から三井住友銀行単独となった。
都市銀行の明石支店はいずれも明石駅南側の区域に集中していて、三井住友銀行はほかに大久保駅前にも個人客対象の支店を置いている。地方銀行・第二地方銀行では兵庫県地盤のみなと銀行・但馬銀行が市内に複数の支店を有し、ほかに中国・四国地方本拠の銀行の明石支店が明石駅周辺に置かれている。
信用金庫は、日新信用金庫が市内に本店を置く。また近隣地域に本店を置く神戸信用金庫・播州信用金庫・姫路信用金庫・淡路信用金庫も明石市内に複数の支店を置いている。

## 病院
- 明石市立市民病院
- 明石医療センター
- 兵庫県立がんセンター
- 江井島病院

## 教育

### 小学校・中学校
通学区域の指定は明石市教育委員会の発表による。高丘東小・高丘西小・高丘中は通学区域特認校に指定され、所定の手続きを経れば市内全域から通学可能である（令和4年度より新規の受付は新小学1年生のみ）。
| 市立小学校           | 市立中学校           | 市立小学校             | 市立中学校             |
| -------------------- | -------------------- | ---------------------- | ---------------------- |
| 明石市立松が丘小学校 | 明石市立朝霧中学校   | 明石市立谷八木小学校   | 明石市立大久保中学校   |
| 明石市立朝霧小学校   | 明石市立朝霧中学校   | 明石市立大久保南小学校 | 明石市立大久保中学校   |
| 明石市立人丸小学校   | 明石市立大蔵中学校   | 明石市立大久保小学校   | [ 注釈 2 ]             |
| 明石市立中崎小学校   | 明石市立大蔵中学校   | 明石市立山手小学校     | 明石市立大久保北中学校 |
| 明石市立明石小学校   | 明石市立錦城中学校   | 明石市立高丘西小学校   | 明石市立高丘中学校     |
| 明石市立大観小学校   | 明石市立衣川中学校   | 明石市立高丘東小学校   | 明石市立高丘中学校     |
| 明石市立王子小学校   | 明石市立衣川中学校   | 明石市立江井島小学校   | 明石市立江井島中学校   |
| 明石市立林小学校     | 明石市立衣川中学校   | 明石市立魚住小学校     | 明石市立魚住東中学校   |
| 明石市立鳥羽小学校   | 明石市立野々池中学校 | 明石市立錦が丘小学校   | 明石市立魚住東中学校   |
| 明石市立和坂小学校   | 明石市立野々池中学校 | 明石市立清水小学校     | 明石市立魚住中学校     |
| 明石市立沢池小学校   | 明石市立野々池中学校 | 明石市立錦浦小学校     | 明石市立魚住中学校     |
| 明石市立藤江小学校   | 明石市立望海中学校   | 明石市立二見小学校     | 明石市立二見中学校     |
| 明石市立花園小学校   | 明石市立望海中学校   | 明石市立二見北小学校   | 明石市立二見中学校     |
| 明石市立貴崎小学校   | 明石市立望海中学校   | 明石市立二見西小学校   | 明石市立二見中学校     |

### 高等学校
1975年（昭和40年）から2008年（平成20年）まで明石市内の公立高校入試において総合選抜制度を実施していた。
- 兵庫県立明石北高等学校
- 兵庫県立明石城西高等学校
- 兵庫県立明石高等学校
- 兵庫県立明石西高等学校

- 兵庫県立明石清水高等学校
- 兵庫県立明石南高等学校
- 明石市立明石商業高等学校
- 兵庫県立錦城高等学校（定時制）

### 高等専門学校
- 国立明石工業高等専門学校

### 大学
- 兵庫県立大学 明石看護キャンパス

### 専門学校
- ICT専門学校
- 明石医療センター附属看護専門学校

### 特別支援学校
- 神戸大学附属特別支援学校
- 明石市立明石養護学校

### 廃止された学校
- 神戸大学教育学部明石分校
- 神戸ファッション造形大学
- 神戸ファッション造形大学短期大学部
- 神戸大学附属明石中学校
- 神戸大学附属小学校
- 明石市立松が丘南小学校

## 交通

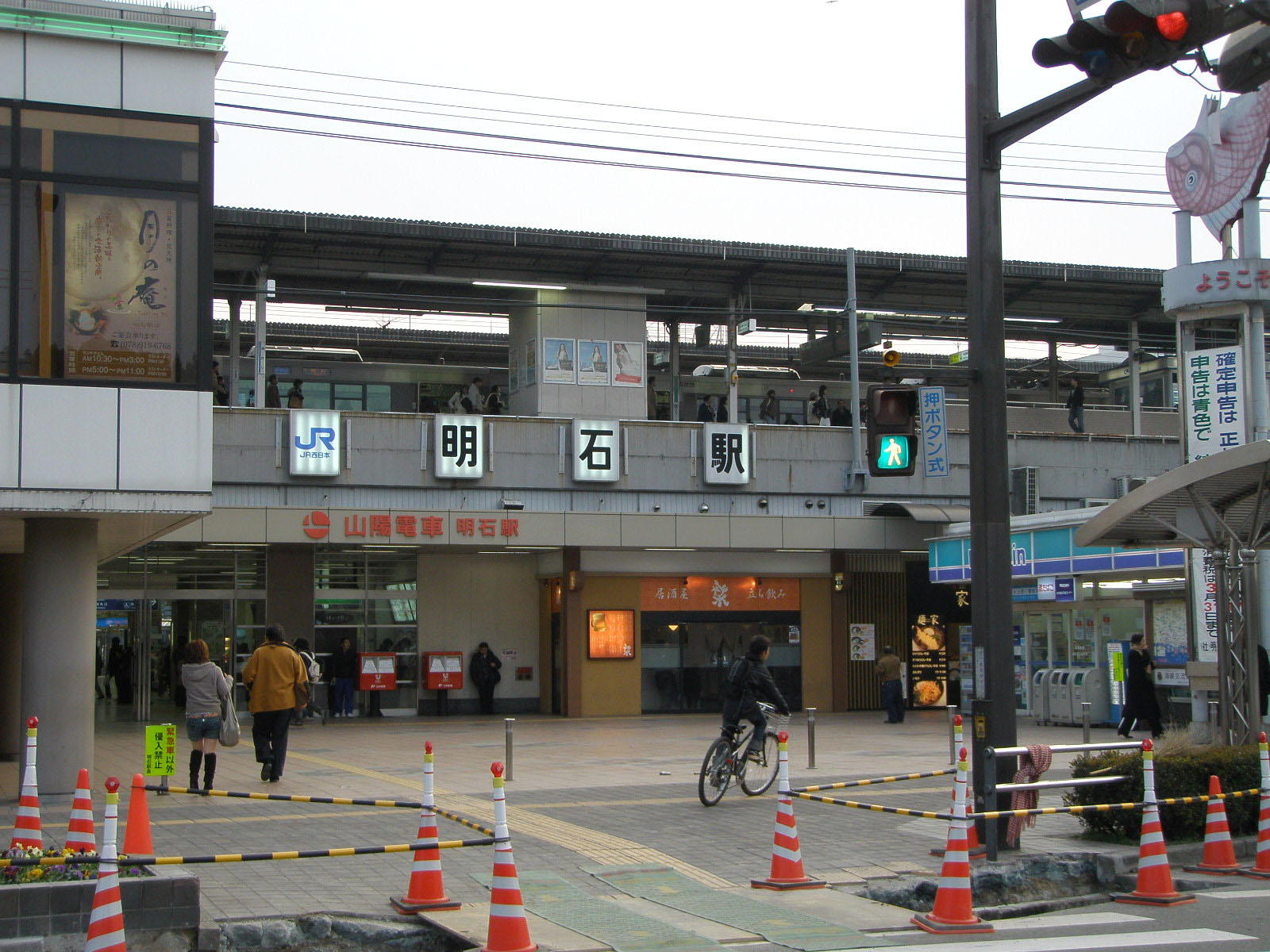
明石駅北口

### 鉄道
西日本旅客鉄道（JR西日本）
- 山陽新幹線
  - 西明石駅
- 山陽本線（JR神戸線）
  - 朝霧駅 - 明石駅 - 西明石駅 - 大久保駅 - 魚住駅

山陽電気鉄道
- 本線
  - 大蔵谷駅 - 人丸前駅 - 山陽明石駅 - 西新町駅 - 林崎松江海岸駅 - 藤江駅 - 中八木駅 - 江井ヶ島駅 - 西江井ヶ島駅 - 山陽魚住駅 - 東二見駅 - 西二見駅

#### 計画中の鉄道
- JR神戸線の明石～西明石間および大久保～魚住間に新駅を設置する構想がある[42]。
- 神戸市営地下鉄西神・山手線を延伸し、西神中央駅と西明石駅を結ぶ計画がある。

### バス
- 神姫バス - 市内のほぼ全域で、運行している。
- 神戸市営バス - 明石駅と大久保駅の発着は神姫バスに譲渡して、朝霧駅発着のみとなった。
- 山陽バス - 市東部、二見地区、Tacoバスなどを運行している。
- 明石市コミュニティバス（Tacoバス） - 通常のバスでの運行が不可能な地域を中心に運行している。
- 明石市コミュニティバス（ちょいのりバス） - 現在は不定期運行。

かつては明石市交通部（明石市営バス）が市内を運行していたが、2012年3月17日に廃止され、路線は神姫バス・山陽バスにそれぞれ譲渡された。

### 道路
- 第二神明道路
- 加古川バイパス
- 一般国道
  - 国道2号
  - 国道28号
  - 国道175号
  - 国道250号（明姫幹線）
  - 国道427号

### 港湾

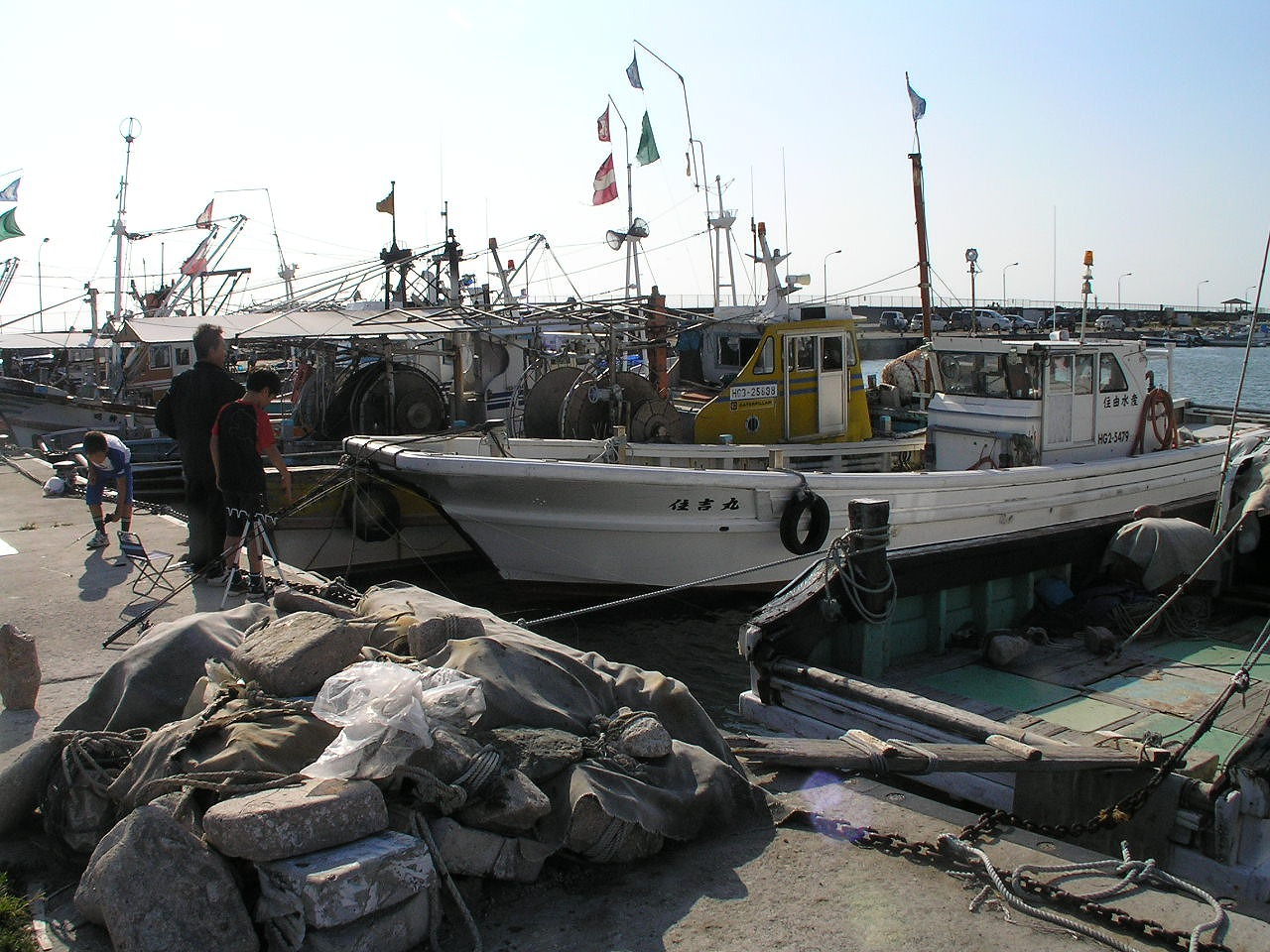
林崎漁港

- 東播磨港（二見地区） - 重要港湾
- 明石港 - 地方港湾
- 江井ヶ島港 - 地方港湾
- 林崎漁港
- 松江漁港
- 藤江漁港
- 魚住漁港

### 海上交通
- 明石淡路フェリー（たこフェリー）：明石港（兵庫県明石市）～岩屋港（兵庫県淡路市）（2010年10月休止、2012年6月に正式に廃止）
- 淡路ジェノバライン：明石港（兵庫県明石市）～岩屋港（兵庫県淡路市）・明石港（兵庫県明石市）～富島港（兵庫県淡路市）富島航路は休止中

## マスメディア
- 地上波テレビ放送はアンテナ受信の場合は大半が北淡垂水中継局から受信する。
- ケーブルテレビ
  - 明石ケーブルテレビ

## 名所・旧跡

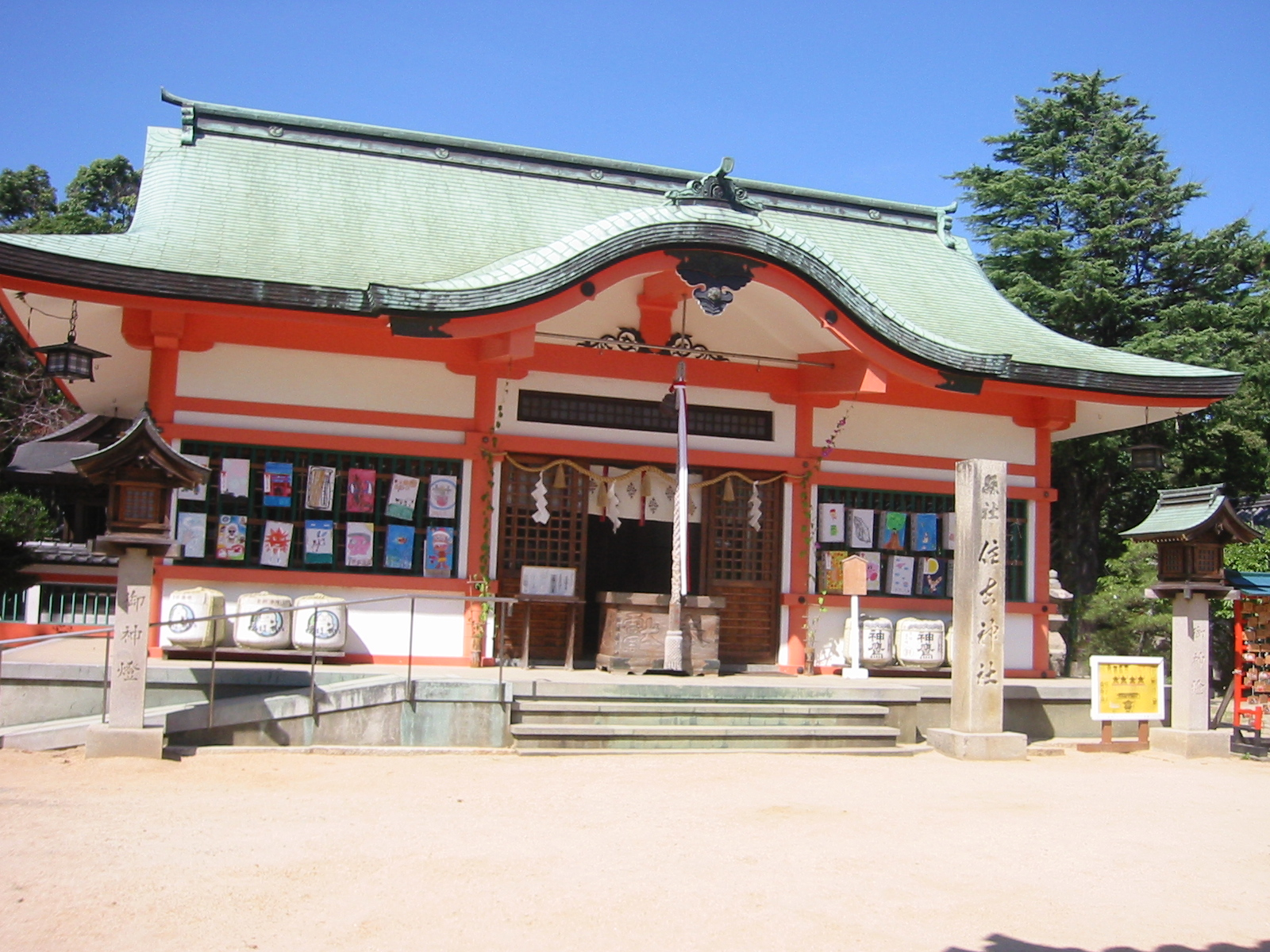
住吉神社-魚住

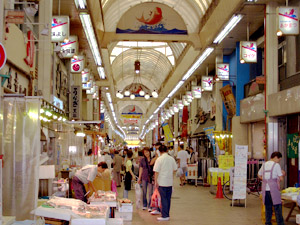
魚の棚商店街

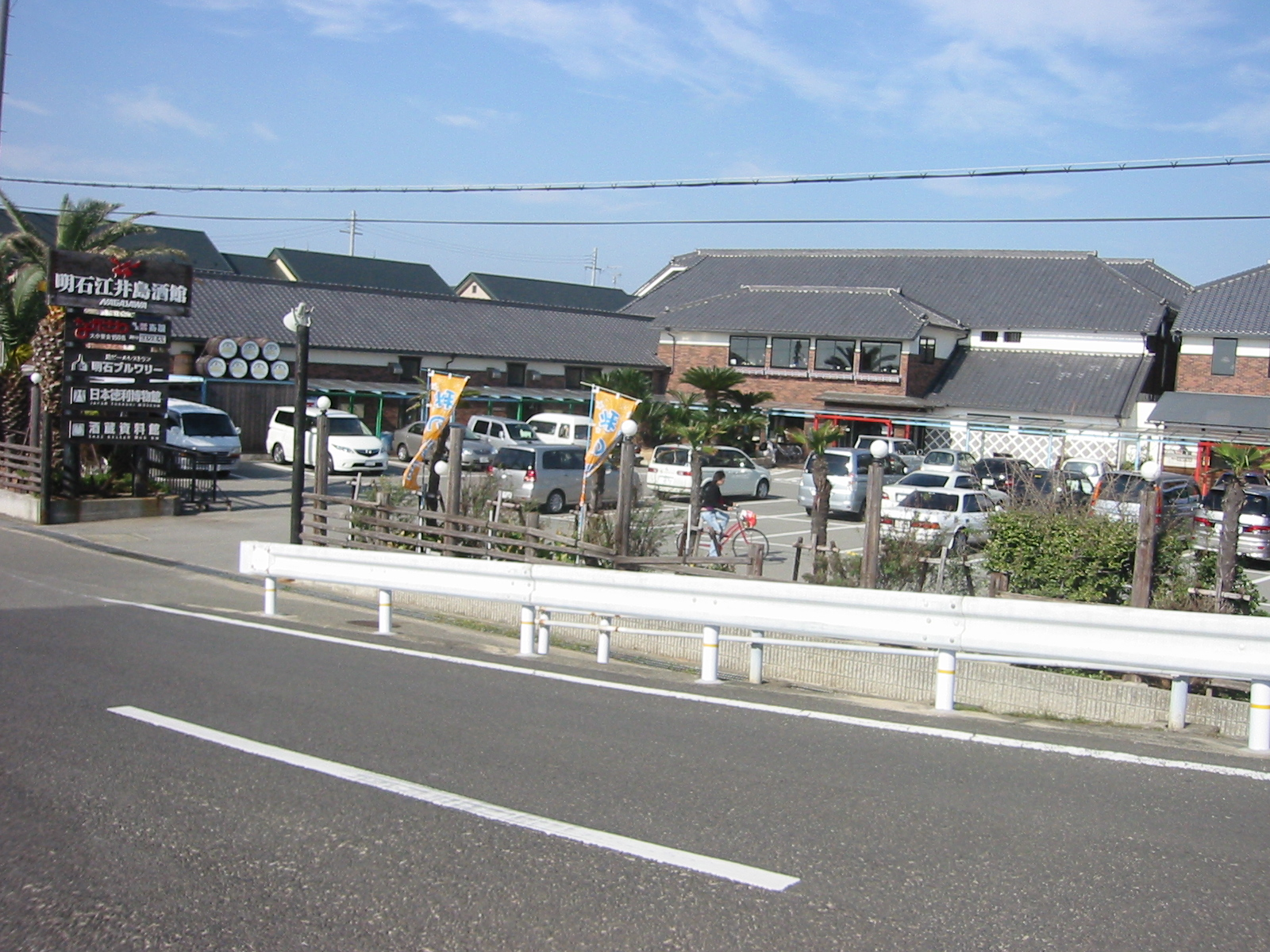
明石江井島酒館

### 神社
- 伊弉冊神社 - 『延喜式神名帳』播磨国明石郡に載る伊和都比売神社の論社のひとつ。伊弉册大神を祭神とする。「さなぎさん」と親しく呼ばれている。正月の明石浦漁協で行われる左義長が有名。
- 稲爪神社 - 『延喜式神名帳』播磨国明石郡に載る伊和都比売神社の論社のひとつ。随神門は左甚五郎作との言い伝えがある。
- 岩屋神社 - 『延喜式神名帳』播磨国明石郡に載る伊和都比売神社の論社のひとつ。伊弉諾尊を祭神とする。神事おしゃたか舟が有名。
- 腕塚神社 - 源平合戦で落命した平忠度の腕を祀っている神社。
- 柿本神社 - 柿本人麻呂を祭神とする。巨大な亀の石造や松尾芭蕉の歌碑、蛸壺塚がある。
- 住吉神社（住吉公園） - 住吉神社発祥の地といわれている、藤棚で有名。
- 御厨神社
- 明石神社
- 休天神社 - 菅原道真が腰をかけた石が残っている。

### 寺院
- 月照寺 - 赤穂浪士が仇討ち成就を祈願して植えた梅の木が残っている
- 浜光明寺 - 浄土宗の寺院。山号、遍照山
- 光明寺 - 別名、朝顔光明寺。源氏物語ゆかりの寺
- 聖道寺 - 6月30日と7月1日に行われる「愛染さん」で有名
- 善楽寺（圓珠院・戒光院・實相院） - 平清盛・明石入道・宮本武蔵ゆかりの寺。天台座主を輩出したことのある歴史ある寺院
- 長寿院（歴代明石藩主の廟所）
- 密蔵院 - 大地蔵尊がある
- 無量光寺 - 明石藩主松平忠国が作らせた源氏物語ゆかりの源氏稲荷がある。光源氏の明石の屋敷のモデル。伝左甚五郎作の山門が現存している
- 薬師院 - ぼたん寺として有名

### 博物館
- 明石市立天文科学館 - 日本標準時子午線の記念塔がある
- 明石江井島酒館

### 城跡
- 明石城 - 重要文化財・史跡
- 魚住城
- 船上城：市の史跡。
- 織田家長屋門（明石市指定文化財）
- 明石藩舞子台場跡：国史跡。

### 公園
- 明石公園
- 石ケ谷公園
- 八木遺跡公園[43]

### その他
- 魚の棚商店街
- 岩佐家住宅：登録有形文化財
- 忠度塚 - 平忠度を祀っている塚
- 亀の水（天然の湧き水）
- 源氏物語ゆかりの史跡
- 明石中崎公会堂 - 旧明石郡公会堂、加護谷祐太郎設計、1911年築（杮落としに夏目漱石が記念講演を行った）
- 日露戦争忠君碑 - 東郷平八郎の筆による忠君碑　明石中崎公会堂の西にある

### かつてあった施設
- 明石市立水族館（1972年（昭和47年）閉館）
- 明石西公園（2012年（平成24年）閉園）
- 明石競馬場（1939年（昭和14年）廃止）
- 明石競輪場（1961年（昭和36年）廃止）

## 伝統行事・伝統芸能など
- 左義長（1月　明石浦漁協・伊弉冊神社）
- おしゃたか船（7月　岩屋神社）
- おくわはん（6月　清水神社の農耕神事、明石市無形文化財）
- 囃口流し（市無形民俗文化財）獅子舞（県無形民俗文化財）（10月上旬　稲爪神社）

## 文化施設
- 明石市立天文科学館
- 明石市立文化博物館

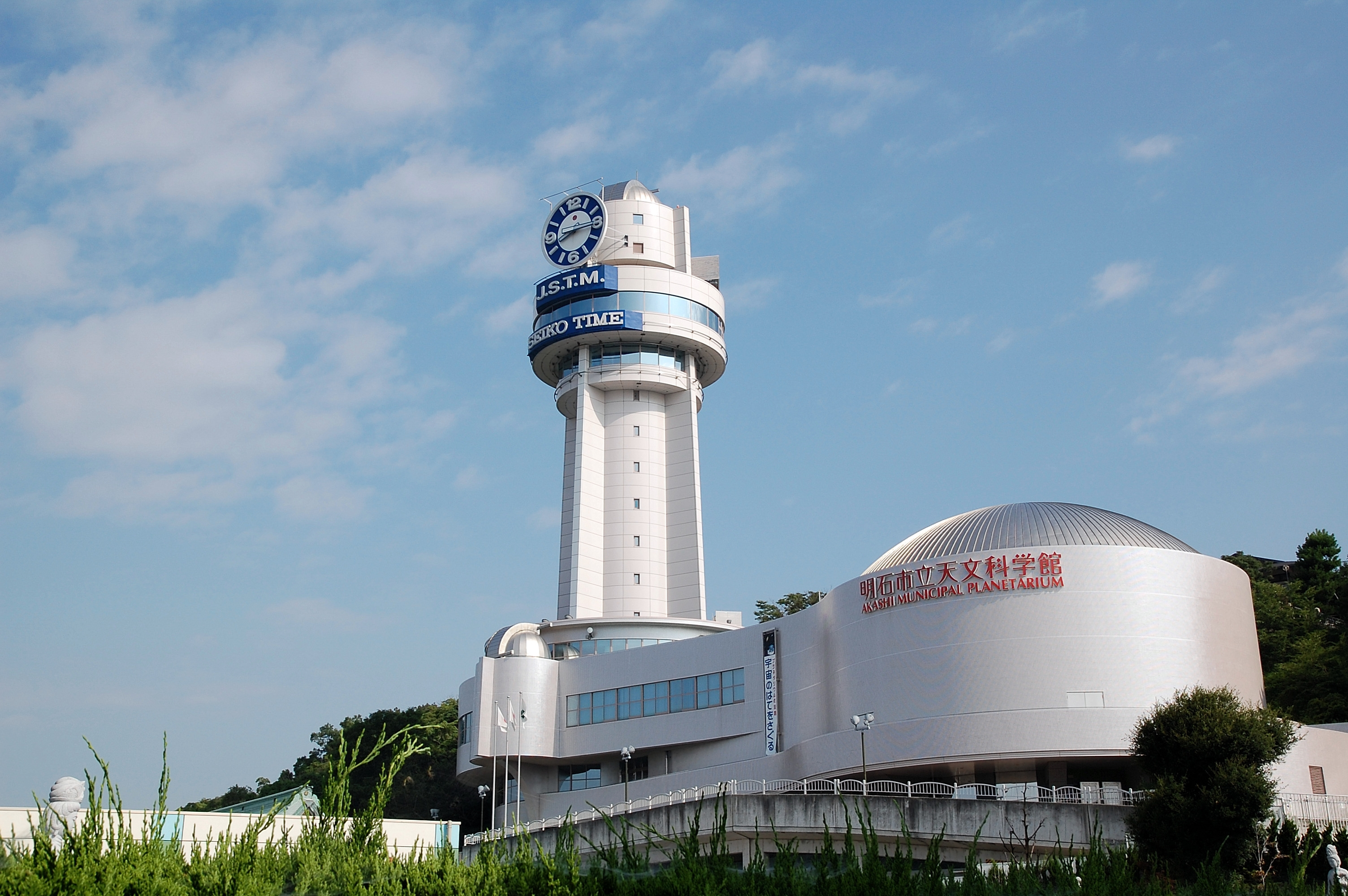
明石市立天文科学館

- あかし市民図書館 （明石公園内の旧明石市立図書館から明石駅南側パピオスあかし4階に移転）
- 明石市立西部図書館
- 中崎公会堂
- 市民ホール（らぽす5階）
- 明石市立市民会館（アワーズホール）
- 明石市立西部市民会館
- 明石フィルハーモニー管弦楽団
- アスピア明石（生涯学習センター、文化振興課、文化施設課、明石市国際交流協会、子育て相談室、音楽ホール）

## 名産品

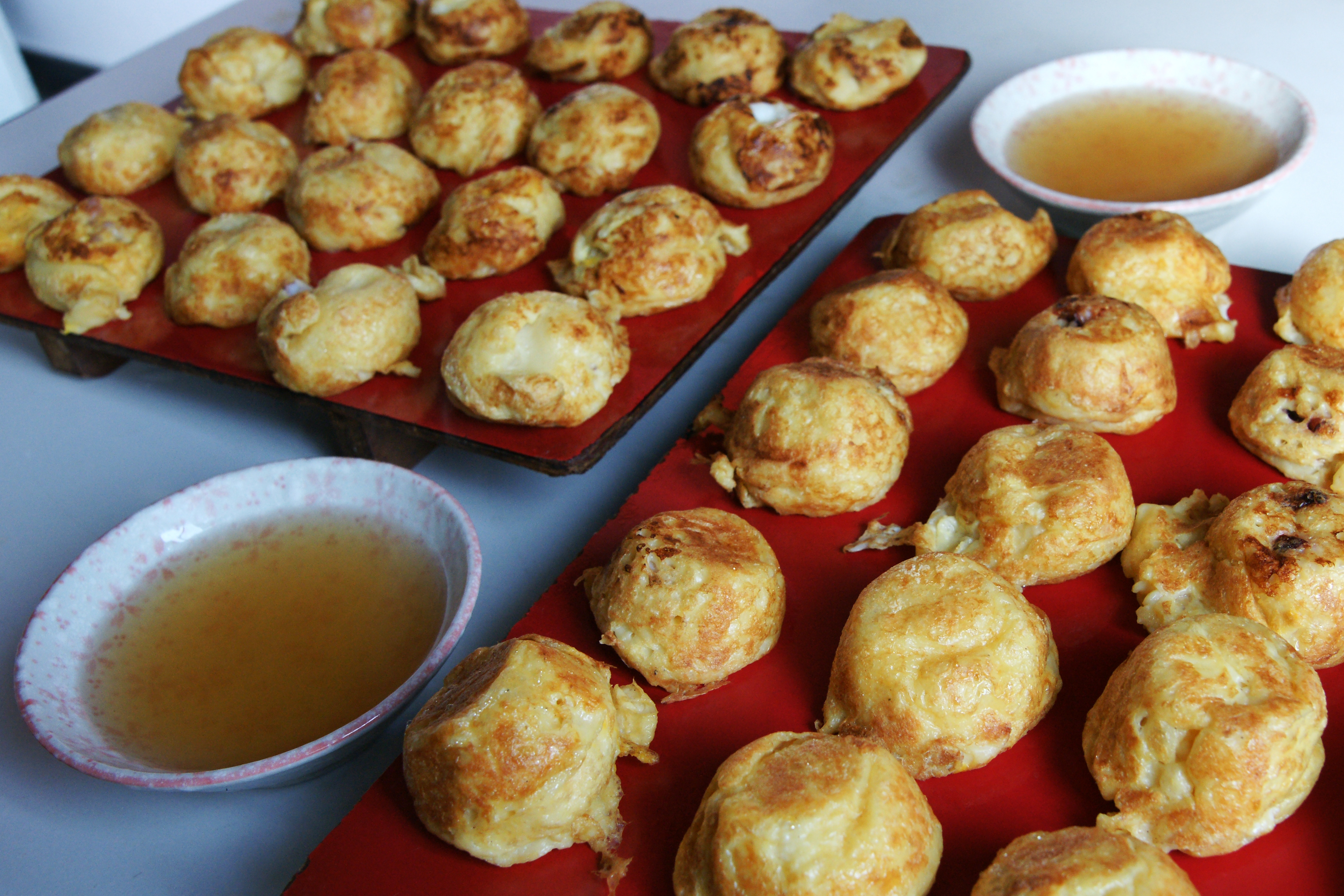
玉子焼（明石焼）

- 玉子焼（明石焼） 明石焼と表記している店は観光客相手の所が多い

2016年12月に東京で開催されたＢ－１グランプリスペシャルに明石市として出展。「あかし玉子焼ひろめ隊」を中心としたＰＲによりゴールドグランプリを獲得し、明石市が「行きたいまち 住みたいまち 応援したいまち」ナンバーワンに選ばれた。
- 海産物など

目前の播磨灘は、古来から好漁場として知られ、特に明石タコといかなごは、全国的な名品として著名。市街地の中心にある魚の棚商店街（通称「うおんたな」）などでは、様々な海産物が購入できる。
- 真鯛
- 真蛸
- アナゴ
- ノリ
- イカナゴの釘煮
- 焼穴子（全てが明石産の穴子というわけではない）
- ひっぱりだこ飯（駅弁）

- 明石焼（陶磁器）

### 観光資源
明石海峡大橋は、神戸市垂水区から架かっている。ちなみに明石大橋は国道2号が明石川を渡る橋である。

## 阪神・淡路大震災
- 1995年1月17日午前5時46分に発生し、明石市立天文科学館など市内の東側を中心に被害が出た。市内では死者5名を出し、6軒の民家で火災が発生した。当市では同日午前6時半に「明石市災害対策本部」を立ち上げた。2日後の1月19日現在では死者4名、家屋の全壊と半壊で4,839戸、水道は市の半分近くが断水、ガスは明石川より東側は停止、電気と電話はライフラインが回復し、バスと電車は市内を中心に回復した。2週間後の1月31日現在では水道は市内の全域で復旧した[17][46]。

## 市外局番
前述の通り明石市の大部分が神戸市と隣接し、なおかつ神戸市との合併の話もあったことから市外局番は全域が078（神戸MA）である。全域で市外局番が078は明石市のみである。また、兵庫県下においては尼崎市（全域が06（大阪MA））、伊丹市、川西市、川辺郡猪名川町（3市町とも全域が072（池田MA））とともに市外局番が079または079Xを採用していない。

## 明石に関連する有名人

### 出身人物
- 赤江珠緒（フリーアナウンサー、元朝日放送アナウンサー）
- 明石海秀昭（元出羽海部屋所属の大相撲力士）
- 明石竜兵太郎（元八角部屋所属の大相撲力士）
- 朝ノ霧満（元若松部屋所属の大相撲力士。三段目での千代白鵬との取組で83年ぶりの不浄負けを記録）
- あさだみほ（漫画家）
- 東泰久（ミュージカル俳優）
- 石田幽汀（江戸時代中期の絵師）
- 石塚博昭（三菱化学代表取締役社長、三菱ケミカル相談役、新エネルギー・産業技術総合開発機構理事長）
- 泉房穂（参議院議員、前明石市長、元衆議院議員）
- 伊藤太一（漫画家）
- 入矢麻衣（タレント、女優）
- 上田岳弘（小説家）
- 卜部兼慎（プロバスケットボール選手）
- 江見絹子（画家）
- 生頼範義（イラストレーター）
- 大津淳（元プロ野球選手）
- 大西正樹（元プロ野球選手）
- 大仁田美咲（朝日放送アナウンサー）
- 大野義啓（柔道家、姜義啓）
- 荻上チキ（評論家）
- 荻野周史 (分子病理疫学者、ハーバード大学教授)
- 尾田剛樹（プロ野球選手）
- 小田原ドラゴン（漫画家）
- 小山修加（バレーボール選手）
- 筧裕次郎（元プロ野球選手）
- 葛西敬之（JR東海会長、JR東海社長）
- 神尾純子（中部日本放送アナウンサー）
- 上地結衣（車いすテニス選手）
- 川上直子（女子サッカー選手）
- 川口葵（女優）
- 冠野智美（声優）
- 金月真美（声優）
- 鬼闘光（AV監督）
- 楠本保（戦前の野球選手）
- 栗田聡（元プロ野球選手、理学療法士）
- 好田タクト（お笑い芸人、指揮者）
- 小鴨由水（マラソン選手、バルセロナオリンピック代表）
- 小谷正勝（元プロ野球選手）
- 小山正明（元プロ野球選手、野球解説者）
- 坂口智隆（元プロ野球選手）
- 笹木彰人（映画監督、俳優）
- 柴田佳主也（元プロ野球選手）
- 白井一行（プロ野球審判員）
- 瀬川智広（元ラグビー選手、指導者）
- 妹尾克哉（元プロ野球選手）
- 曽我廼家明蝶（俳優）
- 平愛梨（女優、初代明石ふるさと大使）
- 平祐奈（女優）
- 武内志磨（ロックベーシスト、元すかんち）
- 橘章斗（サッカー選手: 清水エスパルス所属）
- 寺島紫明（日本画家）
- 冨永虹七（サッカー選手: ヴィッセル神戸所属）
- 豊崎由里絵（フリーアナウンサー、元毎日放送アナウンサー）
- 永井智浩（元プロ野球選手）
- 中部幾次郎（大洋漁業創設者）
- 中村公治（元プロ野球選手）
- 西村康稔（衆議院議員）
- 橋本関雪（日本画家）
- 長谷川優貴 (将棋女流棋士)
- 馬場元子（元ジャイアント馬場夫人）
- 濱田純一（法学者、第29代東京大学総長）
- 林正之助（吉本興業元会長・社長）
- 林弘高（吉本興業社長、太泉映画（東映の前身）社長）
- 原秀則（漫画家）
- 畑博行（法学者）
- 藤東知夏（声優）
- 藤本敦士（元プロ野球選手）
- 藤原崇起（元阪神電気鉄道社長）
- 平内龍太（プロ野球選手）
- 平賀大空（プロサッカー選手）
- 北條瑛祐（朝日放送テレビアナウンサー）
- 蓬莱大介（気象予報士）
- 益田大介（元プロ野球選手）
- 松下繁二（元プロ野球選手）
- 松本武洋（元埼玉県和光市長、元和光市議会議員）
- 松本好雄（きしろ社長、日本馬主協会連合会会長（冠名「メイショウ」の馬主））
- Mr.オクレ（お笑いタレント）
- 三井淳平（レゴ認定プロビルダー）
- 宮嶋茂樹（報道写真家）
- 村元小月（フィギュアスケート選手）
- 望月理恵（フリーアナウンサー）
- 元澤誠（プロバスケットボール選手）
- 元澤陸（プロバスケットボール選手）
- MONONOKE（シンガーソングライター）
- 薬丸岳（小説家）
- 山﨑伊織（プロ野球選手）
- 山田俊介（元神奈川県逗子市長、元福岡県知事、元青森県知事）
- 山下達也（プロサッカー選手）
- 山田響（ラグビー選手）
- YUMA（元関西ジャニーズJr.、現&TEAMのメンバー）
- 横河民輔（横河ブリッジ創設者、建築家）
- 吉本せい（本名：吉本勢、吉本興業創業者・元会長）
- 和田久太郎（労働運動家）
- 出口若武（将棋棋士）

### 明石ゆかりの人物
- 平忠度 - 源平合戦
- 宮本武蔵 - 明石城築城時の町割りに関与。
- 直良信夫 - 明石原人の発掘。
- 山内佐太郎 - 教育者。子午線の正確な測定を提唱、その結果明石が「子午線の町」と呼ばれるようになった。
- 松岡青蘿 - 明石に蛸壺塚、淡路島に扇塚を建てるなど芭蕉顕彰に尽力した。
- 稲垣足穂（作家） - 大阪府から、祖父母のいる明石に移住。明石への思い出や明石の歴史・文学などを語った著作「明石」がある。
- ジャイアント馬場 - 巨人軍明石キャンプの際に宿泊した旅館の娘と結婚。
- 松本零士 - 宇宙戦艦ヤマトや銀河鉄道999の漫画家。
- 長谷川俊英 - 堺市議会議員。
- 葛西敬之 - JR東海会長、JR東海社長
- 三木谷浩史（楽天グループ創業者・社長） - 兵庫県立明石高等学校卒業。
- 正中岳城（元プロバスケットボール選手）
- 別所キミヱ - パラ卓球選手。20歳のときから在住。
- 藤田公彦 - 刑務官、死刑執行人。明石市在住。
- ダグラス・ロブ - フーバスタンクのボーカリスト。小学一年生の時に明石市の小学校に通っていた。
- 中原麻衣 - 声優。明石市で生まれ、大分県・愛媛県・福岡県を渡り歩いた。公式プロフィール上では福岡県北九州市を出身地としている。
- 森はな - 童話作家、教育者。明石女子師範学校卒業。
- 萩原幽香子 - 教育者、参議院議員。明石女子師範学校卒業。

## 明石市を舞台とした作品
- 源氏物語（紫式部）
- 東雲は瞬く（賀川豊彦）
- Dの複合 - 松本清張の小説。明石市の位置をモチーフとし、明石市立天文科学館や柿本神社が舞台となっている。1993年にテレビドラマ化された。
- 大久保町は燃えているか（田中哲弥）